# 熄火彗星

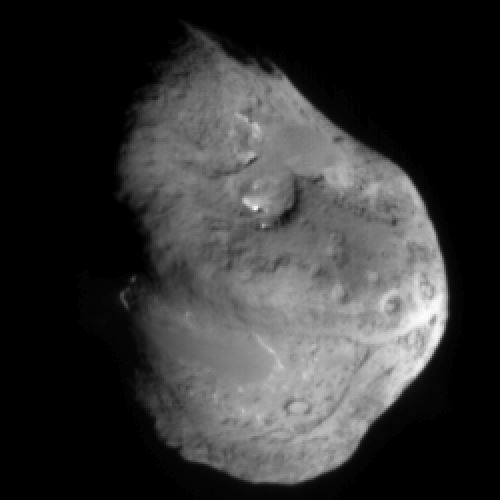
NASA的深度撞擊號太空探測器提供的坦普爾1號彗星彗核影像。

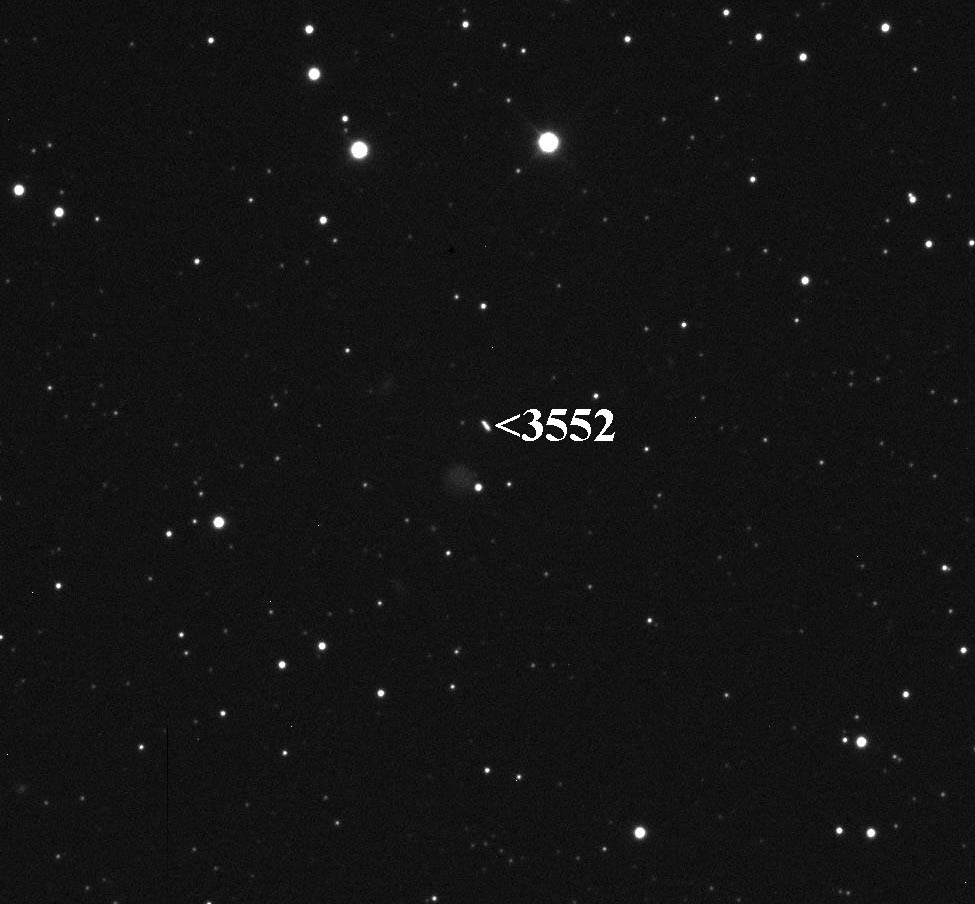
在2009年靠近近日點的(3552) 唐吉訶德，視星等15等。

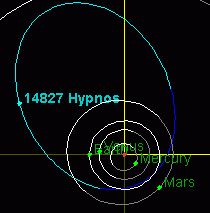
軌道像彗星軌道（離心率 e=0.66）的小行星(14827) 睡神星。

熄火彗星是已經耗盡掉絕大部份揮發性冰，只留下一點的彗尾或彗髮的彗星。在彗核內的揮發性物質蒸發掉之後，剩下的就是惰性的岩石或是類似於小行星的礫石。在它們要成為熄火彗星之前可能會經歷一個過渡階段，因為一顆彗星可能會因為揮發性物質被處於非活動狀態的表面層密封在下方，而在休眠並不是熄火。

## 天然的熄火彗星

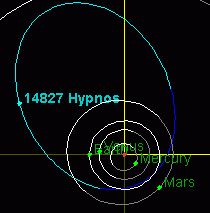
離心率 (0.66) 類似於彗星的(14827) 睡神星。

熄火彗星是那些已經排出絕大部份揮發性冰，只留下一點的彗尾或彗髮 的彗星。隨著時間的推移，留在彗核中的揮發性物質大部分都已經蒸發掉，而彗星將成為一顆小且黑，無活力的岩石或礫石，這就非常類似與小行星。 
其他類型的彗星，包括過渡彗星，都是將要熄火的彗星，像是哈伯搜尋過渡彗星在尋找的。像是彗星 C/2001 OG108 (龍尼歐彗星)可能就是介於過渡彗星和熄火彗星之間的哈雷族/長週期彗星的代表。達摩克型小行星因為軌道參數和咍雷族彗星相似，曾被當成熄火彗星的候選者。
達摩克型小行星是那些內部的揮發性物質可能被密封，而表面不再活躍的彗星。例如，(14827) 睡神星可能是一顆熄火彗星的核，任何來自釋氣殘餘的揮發性物質都被表面數公分厚的地殼阻絕了。
休眠彗星這個名詞也可以用來描述可能會變得活躍但不會積極噴出氣體的彗星。例如，(60558) 厄開克洛斯曾經顯現出彗髮，而現在也有彗星的名稱，174P/厄開克洛斯。在2008年初通過近日點的半人馬小行星(52872) Okyrhoe顯出意義深遠的增亮。

## 彗星和小行星之間的區別
在發現之初，小行星被視為是有別於彗星的另一類天體，而且直到2006年國際天文學聯合會將它們歸併為太陽系小天體之前，在這兩類天體之間沒有相同的詞彙。一顆小行星和彗星之間最主要的區別是由於彗星在接近太陽時表面的冰會受到太陽輻射發生昇華。有少數最初被歸類為小行星的天體，但之後呈現彗星活動的證據，最後在兩邊並列。相反的，有一些 (或許全部) 彗星最後耗盡其表面的揮發性冰並且成為小行星。進一步的區別是，彗星的軌道離心率往往比小行星大；多數有值得注意的離心率的小行星可能都是休眠或熄火彗星。同時，理論上他們都是軌道靠近太陽的普通天體。
大約有6%的近地小行星被認為是熄火的彗核，不再有釋氣的現象。

## 熄火彗星
疑似或理論認定的熄火彗星包括：
- (137924) 2000 BD19
- (14827) 睡神星[5]
- (2101) 阿多尼斯
- 2015 TB145
- (3200) 法厄松[9][10]
- (3552) 唐吉訶德[9]
- P/2007 R5 （SOHO 1）[7]
- 1996 PW：可能是熄火的長週期彗星[11]

## 外部連結
- "Low Albedos Among Extinct Comet Candidates", 2001 （页面存档备份，存于）
- Dark, dangerous asteroids found lurking near Earth （页面存档备份，存于） (NewScientist 5 March 2010)